# 대류

대류(對流)란 유체 내에서의 분자들이 확산이나 이류를 통해 이동하는 현상이다. 쉽게 말해 액체와 기체에서 온도 차이로 인해 유체의 밀도가 달라지면서 입자가 직접 이동해 열이 전달되는 현상이다. 
대류를 통한 열의 전달은 대표적인 열 전달 방법 중 하나이며, 대류는 유체 내에서 물질이 전달되는 대표적인 방법이다. 대류를 통한 열과 물질의 전달은 유체 내 각 입자의 불규칙한 브라운 운동을 통한 확산과 이류에 의해 이루어진다. 여기서 '대류'는 주로 확산과 이류를 통한 전달을 총칭하는 의미로서 쓰인다.

## 정의
대류의 의미는 과학적, 공학적 상황에 따라 약간씩 다르게 정의된다. 유체 역학에서 넓은 의미의 대류는 원인에 상관없이 유체의 움직임을 말한다. 하지만 열 역학에서의 대류는 열의 대류를 서술하는 의미로 주로 쓰인다.

## 공기의 대류
공기도 물과 마찬가지로 열의 불량도체이다. 따라서 공기 속을 열전도에 의해서 열이 이동하는 일은 드물다. 오히려 공기의 경우는 물과 마찬가지로 대류에 의해서 열이 이동한다. 공기가 가열되어 온도가 올라가면 물보다는 열팽창이 잘되므로 차가운 공기보다 밀도가 작아져서 상승 기류가 생긴다. 이 현상은 촛불 옆에서 따뜻해진 공기와 함께 연기가 상승하는 것을 보아도 알 수 있다. 공기의 대류를 보다 자세히 알기 위해서는 다음과 같은 실험을 하면 좋다. 유리로 된 네모진 어항 바닥에 불을 붙인 선향을 넣고 뚜껑을 덮는다. 선향의 연기는 수직으로 계속 올라가는데 이것은 선향의 불로 따뜻해진 공기가 가벼워져서 상승하여 그것이 연기를 함께 운반하기 때문이다. 상승한 공기와 연기는 뚜껑을 따라서 퍼지고 다시 벽을 따라서 하강한다. 그리고 바닥에 닿거나 혹은 그 전에 안쪽으로 들어간다. 이와 같은 실험으로 공기의 대류를 관찰할 수 있다.

## 같이 보기
- 유체동역학
- 열교환기
- 전열
- 보텍스 튜브